# Костров, Владимир Андреевич
Влади́мир Андре́евич Костро́в (21 сентября 1935, д. Власиха — 26 октября 2022) — советский и российский поэт, переводчик, драматург, также известен как поэт-песенник. Член Союза писателей СССР (1961).
Лауреат Государственной премии РСФСР имени М. Горького (1987), премии Правительства Российской Федерации в области культуры (2006) и ряда других премий.

## Биография
Родился 21 сентября 1935 года в деревне Власиха (ныне — урочище Новинского поселения Октябрьского района Костромской области).
По окончании школы поступил на химический факультет МГУ имени М. В. Ломоносова. В университете занимался в литобъединении, руководителем которого был поэт-фронтовик Николай Старшинов, ставший близким другом Кострова.
После окончания МГУ в 1958—1960 годах работал инженером в отделе главного технолога на Загорском оптико-механическом заводе, ему принадлежит несколько изобретений.
В 1967 году закончил Высшие литературные курсы (1967).
В 60-х годах был заведующим отделом в журнале «Техника — молодёжи», работал в журнале «Смена». С 1980 по 1986 год был секретарём Союза писателей Москвы, с 1986 по 1992 год заместителем главного редактора (С. Залыгина) журнала «Новый мир».
Член СП СССР с 1961 года. Профессор Литературного института имени А. М. Горького.
Скончался 26 октября 2022 года на 88-м году жизни после тяжёлой и продолжительной болезни.
Похоронен в Москве, на Троекуровском кладбище, участок 34.

## Творческий путь
Первое стихотворение написал в четвёртом классе. Первая публикация — в феврале 1957 года в журнале «Юность».
Первый сборник стихов — «Общежитие» (коллективный сборник с участием Дмитрия Сахарова, Олега Дмитриева, Владимира Павлинова).
На стихи Владимира Кострова написаны песни многими известными композиторами, среди которых Вано Мурадели, Александра Пахмутова, Зигмар Лиепиньш, Лора Квинт, Сергей Зубковский. Среди исполнителей песен — Сергей Захаров, Иосиф Кобзон, Валентина Толкунова, Анатолий Папанов, Юрий Алябьев, Николай Романов, Государственный академический Кубанский казачий хор под руководством В. Г. Захарченко.
Автор либретто оперы Л. Квинт «Джордано», выдержавшей 29 постановок в Москве и Ленинграде в исполнении Валерия Леонтьева и Ларисы Долиной.
Составитель и ответственный редактор антологии «Русская поэзия. XX век» (Олма-Пресс, 1999, 2001).
Поэт переводил с языков народов СССР, также написанные по-французски стихи Тютчева. Проводил первые Есенинские чтения. В значительной степени именно по его инициативе учреждён День русского языка: 6 июня – в день рождения Александра Пушкина.
Председатель Международного Пушкинского комитета, вице-президент международного Пушкинского фонда «Классика».
28 ноября 2007 года в Центральном доме литераторов состоялся вечер, посвящённый 50-летию творчества поэта. 
Владимира Кострова критики относят к тихим лирикам.

## Критика
Валерий Ганичев, профессор, председатель правления Союза писателей России:

Поэт Владимир Андреевич Костров, на мой взгляд, один из самых выдающихся поэтов России. Правда Михалков говорил, что «в Союзе писателей дай команду „на первый-второй рассчитайсь!“» — вторых номеров не будет. У нас, действительно, нет вторых номеров, но Владимир Андреевич первый из первых.
По оценке издателя Владимира Кузина и одного из известнейших исследователей творчества Тютчева Веры Аношкиной, при подготовке эксклюзивного юбилейного издания произведений Тютчева, перевод Владимира Кострова произведений Фёдора Ивановича с французского языка был наиболее удачным. Вера Аношкина, по её собственным словам:
При подготовке двухтомника в печать было подмечено, что некоторые старые переводы стихов Тютчева не совсем полно отражают то, что хотел донести до читателей автор. Я поначалу не хотела искать другого переводчика, ведь «люди уже свыклись с этими переводами». Однако, прочитав варианты Кострова, сразу поняла, что это чудесно, и именно его переводы войдут в сборник.
Лора Квинт, композитор:
Владимир Андреевич Костров написал потрясающие слова: «Мир проснулся, как ребёнок. Солнце брызжет в берега. Мчится резвый жеребёнок на зеленые луга… Здравствуй, мир! Здравствуй; друг! Здравствуй, песен щедрый круг…», а я — музыку. И хотя финальная песня для Игр доброй воли уже была заказана Тухманову и Таничу, случилось невероятное — на закрытии прозвучал «Здравствуй, мир!» А произведение Тухманова и Танича «Все люди — братья, все люди — сестры» открывало торжественную церемонию.
Вадим Дементьев, критик:
…Он никогда не был модным и шумным, никогда не гнался за поверхностными приметами современности, не нуждался в рекламе. Владимир Костров, начавший печататься в шестидесятые, постепенно, шаг за шагом, утверждал своё мировидение, работал неспешно, вдумчиво и основательно. И — победил… Вернее, убедил своё, пришедшее к нему в поздней зрелости, время в необходимости именно такого, классического по традиции, самовыражения.
Геннадий Красников, поэт:
Интеллектуальный блеск, афористичное культурное оснащение стиха, ритмически неровная поэтика в сочетании с сострадательной, скорбной нотой народного плача — создают сильное художественное и смысловое впечатление.
Сварен суп… пора делить приварок…

Весь заросший, чёрный, словно морж,

На скамейке возле иномарок,

Холодея, помирает бомж.

Над скамейкою стоит ужасный

Липкий запах грязи и мочи.

И взывать к кому-нибудь напрасно:

Потеряли жалость москвичи.

Телевизор учит выть по-волчьи —

Дикторы бесстрастны и ловки.

Диво ли, что злость в крови клокочет,

Отрастают когти и клыки?

Бомж хрипит от наркоты иль спьяну —

Холодна последняя кровать.

Неужель я оборотнем стану,

Чтобы слабых гнать, и глотки рвать,

И считать, что только в силе право,

Думать: что хочу, то ворочу?

Господа! Не надо строить храмы

И держать плакучую свечу.

Сварен суп. Пора делить приварок.

Падает, как саван, свежий снег.

Дворик спит. А возле иномарок

Умирает русский человек.

## Премии и награды
- 1981 — премия «Золотой телёнок» «Литературной Газеты» («Клуба 12 стульев», за иронические стихи)
- 1987 — Государственная премия РСФСР имени М. Горького — за книгу стихотворений и поэм «Открылась взору»
- 1998 — премия мэрии Москвы
- 1998 — премия имени Александра Твардовского
- 1999 — Медаль Пушкина (4 июня 1999 года) — в ознаменование 200-летия со дня рождения А. С. Пушкина, за заслуги в области культуры, просвещения, литературы и искусства[10]
- 2000 — премия имени Ивана Бунина
- 2002 — «Большая литературная премия России» Союза писателей России за книгу стихов «Песня, женщина и река…»
- 2003 — Благодарность Министра культуры Российской Федерации (14 октября 2003 года) — за многолетний плодотворный труд в области отечественной культуры и заслуги в развитии литературы[11].
- 2005 — Благодарность Министра культуры и массовых коммуникаций Российской Федерации (27 июля 2005 года) — за большой вклад в развитие отечественного литературоведения[12]
- 2006 — Благодарность Министра культуры и массовых коммуникаций Российской Федерации (15 марта 2006 года) — за значительный вклад в развитие российской литературы и по случаю празднования Всемирного дня поэзии[13]
- 2006 — премия Правительства Российской Федерации в области культуры (14 декабря 2006 года)[14] [источник не указан 4665 дней]
- 2007 — Орден Почёта (13 марта 2007 года) — за заслуги в области культуры и искусства, многолетнюю плодотворную деятельность[15]
- 2010 — Литературная Бунинская премия
- 2012 — Международная Лермонтовская премия
- 2015 — Лауреат премии журнала «Дети Ра»
- 2022 — Лауреат Всероссийской литературной Пушкинской премии «Капитанская дочка»[16]
- 2022 — Лауреат национальной премии «Книга года» 2022 года в номинации «Поэзия года» за сборник избранных произведений «Открытое окно»[17]
- трижды лауреат телевизионного конкурса «Песня года» (в том числе «Здравствуй, мир» на музыку Лоры Квинт, «Надо подумать»)
- медаль ЦК КПРФ «90 лет Великой Октябрьской социалистической Революции»

## Фильмография
| Год  |   | Название       | Примечание                                                               |
| ---- | - | -------------- | ------------------------------------------------------------------------ |
| 2004 | с | Прощальное эхо | песни к фильму                                                           |
| 2006 | с | Юнкера         | песни к фильму («Поплачь, любимая, поплачь», «Обещаю любить и прощать»). |

## Произведения в Интернете
- Подборка избранных стихов Владимира Кострова
- Подборка стихов в журнале «Подъём», 2003 год